# Ho99o9
Ho99o9 (prononcé Horror) est un groupe de hip-hop et punk rock américain fondé en 2012 à Newark, et basé à Los Angeles depuis 2014. Le magazine américain Rolling Stone les classe en 2014 dans le classement des dix nouveaux artistes à connaître. Ho99o9 mélange plusieurs genres musicaux issus du punk, du hardcore, du rap et de la musique électronique, et compose des textes incluant des revendications politiques portant notamment sur le traitement des noirs américains.
Le groupe est composé de deux membres : theOGM et Eaddy, et a publié plusieurs EP ainsi que deux albums.

## Histoire

### Carrière
Les deux premiers membres, TheOGM et Eaddy, se rencontrent dans le New Jersey, faisant tous deux partie d'un même collectif d'art. Ils forment Ho99o9 en 2012. Ils jouent les années suivantes dans des festivals de musique aux États-Unis : l'Afropunk Festival (2014), le SXSW Music Festival (2015) et le Primavera Sound Festival (2016) et participent à plusieurs concerts en Europe, notamment à Londres, Amsterdam et Paris. Ils participent également au festival des Eurockéennes de Belfort en 2015.
Leur premier album studio, United States of Horror, sort en mai 2017. Cet album énergique, sur fond de mélodie hardcore punk, leur permet de réaliser la première partie de plusieurs artistes metal.  Brandon Pertzborn assure les prestations de batterie d'Ho99o9 en live, jusqu'en 2019,,.

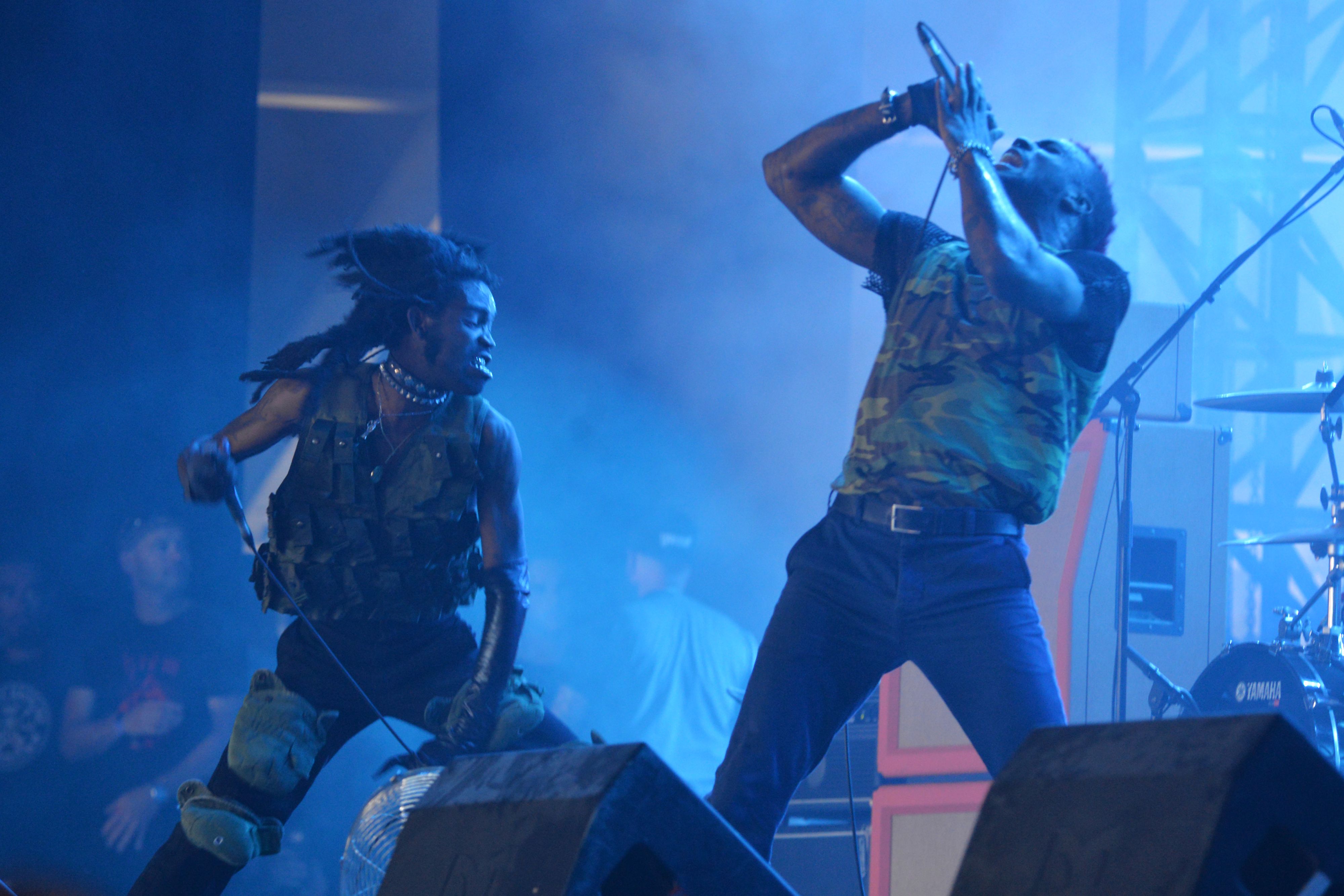
Le groupe au Hellfest 2018.

À partir de mars 2018, le groupe entame une grande tournée en Amérique du Nord. En octobre de la même année, le groupe britannique The Prodigy publie un single, Fight Fire with Fire, en featuring avec Ho99o9. Le titre est issu de l'album No Tourists. 
En 2022, le groupe publie son deuxième album, Skin, tout aussi teinté punk rock mais avec des sonorités rap plus actuelles, et avec la participation de Travis Barker, batteur de Blink-182, et Corey Taylor, chanteur de Slipknot. En octobre 2023, le groupe sort une mixtape, Ho99o9 Presents Territory: Turf Talk, Vol II, suite directe du premier volume qu'il avait réalisé deux ans auparavant. Dans la foulée, le groupe effectue la première partie de la tournée européenne Leather Sacraments Tour de Carpenter Brut et Perturbator à l'automne 2023.

### Style musical
Le style musical d'Ho99o9 mélange des influences issues du hip-hop et du rap américain avec des sonorités underground des milieux punk rock, hardcore et industriel. L'univers visuel du groupe inclut des éléments issus de cinéma d'horreur, le groupe citant notamment Rob Zombie comme source d'influence. Les textes et thématiques du groupe incluent une dimension contestataire et critique de la société américaine, engagée et antiraciste.

## Discographie

### Albums studio
- United States of Horror (2017)
- Skin (2022)

### EP
- Mutant Freax (2014)
- Horrors of 1999 (2015)
- Cyber Cop [Unauthorized MP3.] (2018)
- Cyber Warfare (2019)

### Mixtapes
- Dead Bodies in the Lake (2015)
- Blurr (2020)
- Turf Talk Vol. 1 (2021)
- Turf Talk, Vol II (2023)